# Cyphoidris spinosa
Cyphoidris spinosa är en myrart som beskrevs av Weber 1952. Cyphoidris spinosa ingår i släktet Cyphoidris och familjen myror. Inga underarter finns listade i Catalogue of Life.

## Bildgalleri

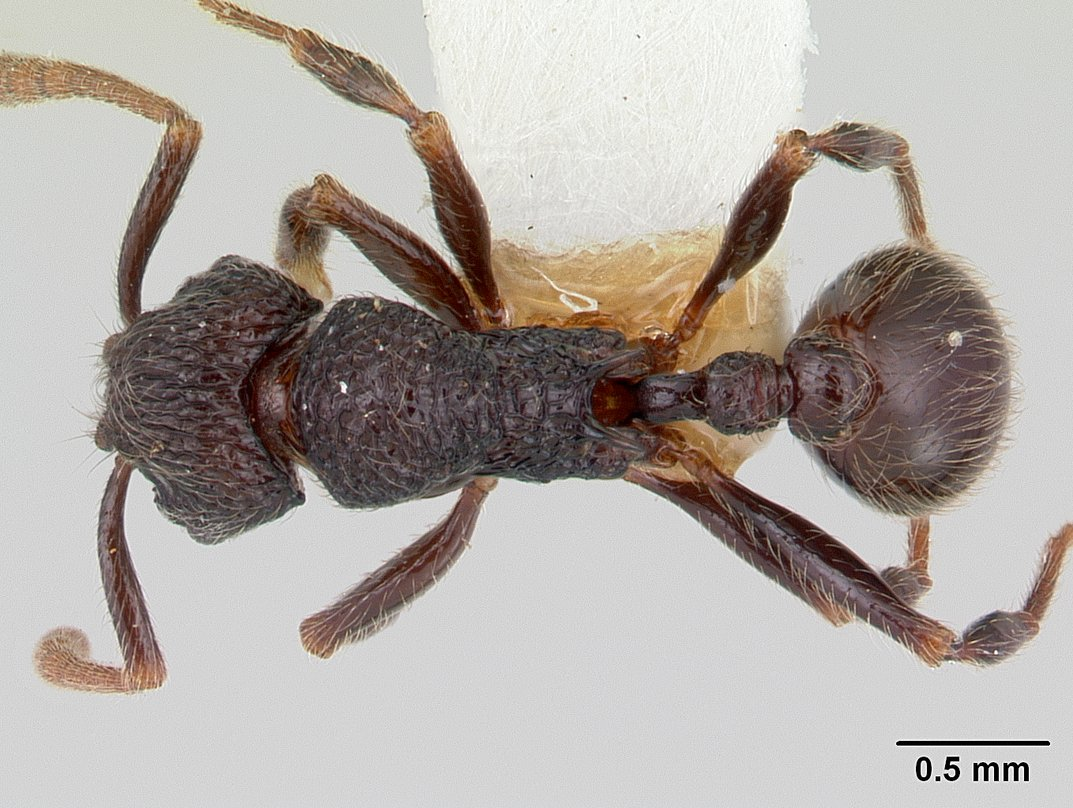
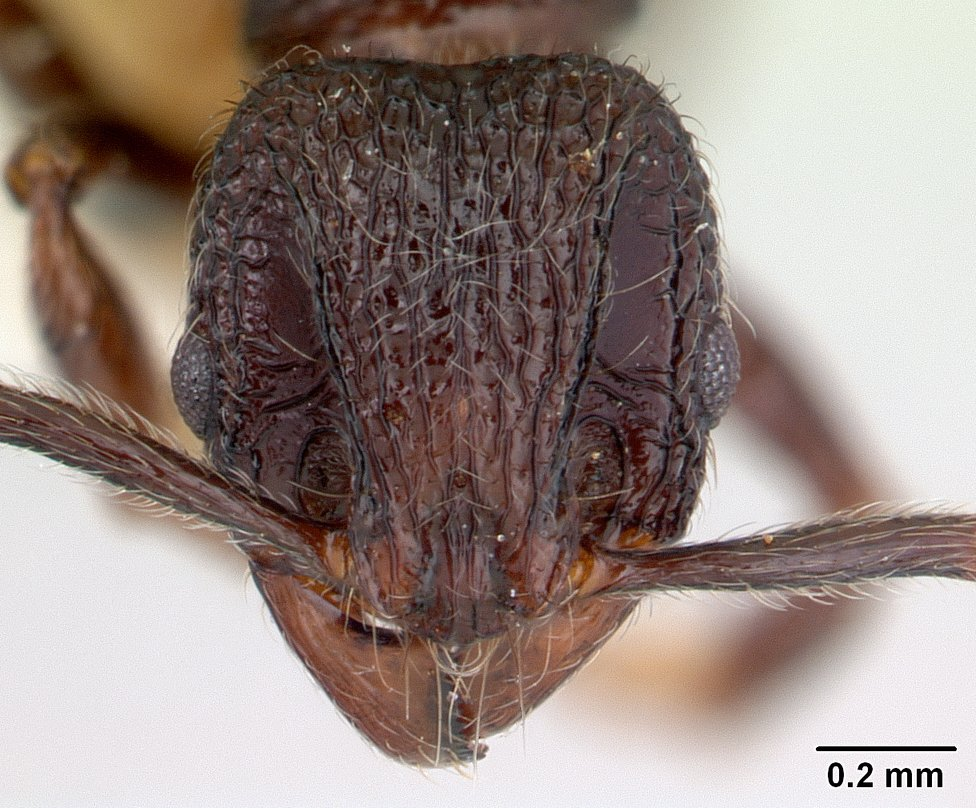
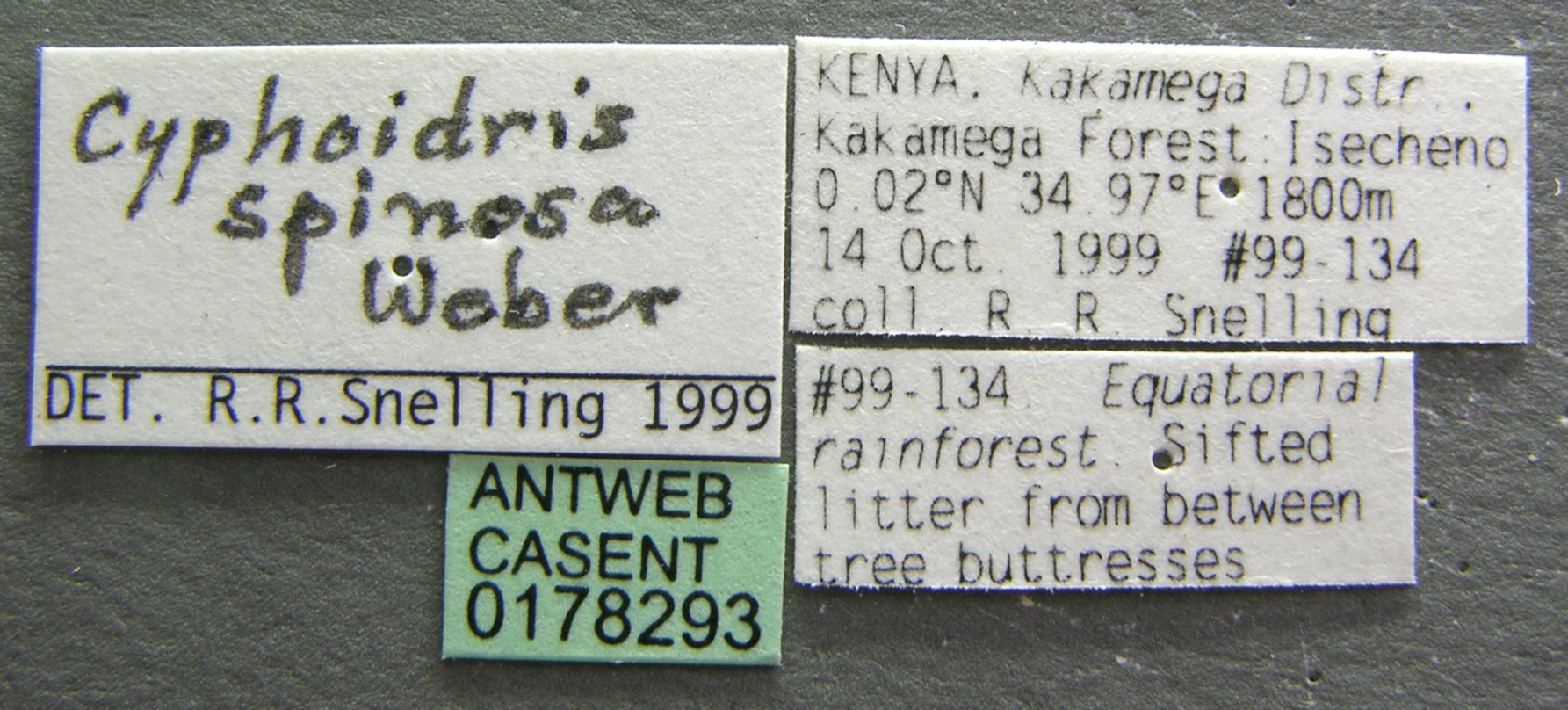
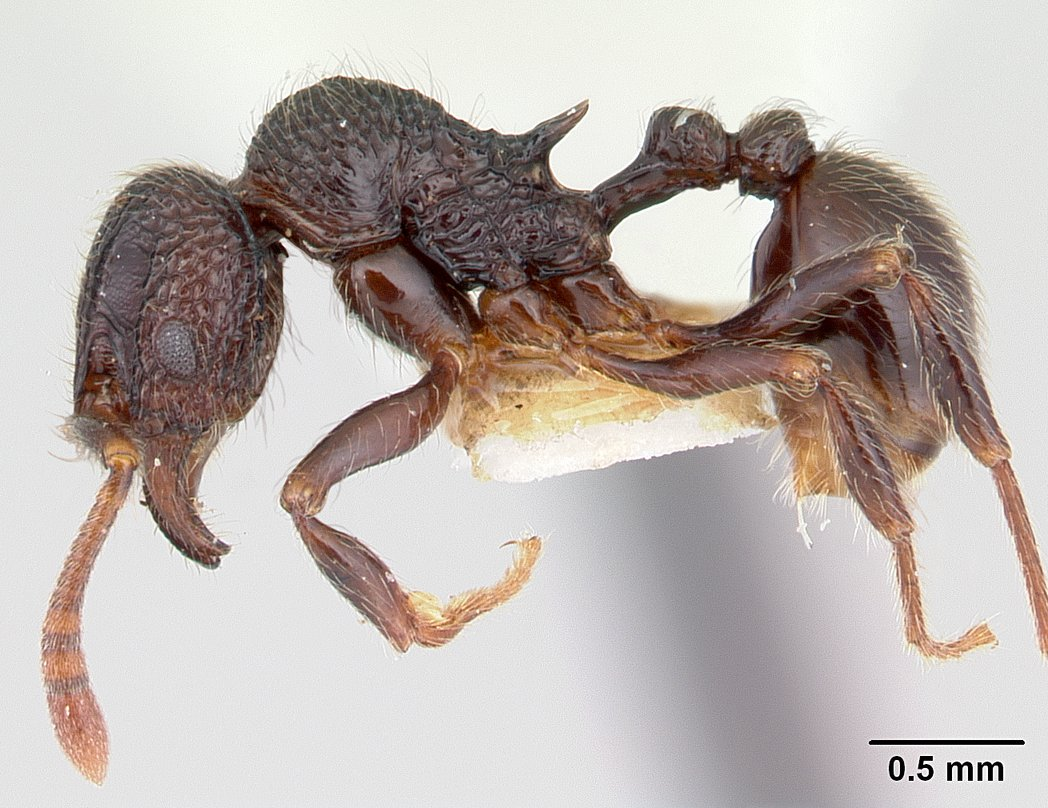